# Ochtersum
Ochtersum é um município da Alemanha localizado no distrito de Wittmund, estado da Baixa Saxônia.
Pertence ao Samtgemeinde de Holtriem.